# توشین
توشین (به لاتین: Tuszyn، تلفظ: [ˈtuʂɨn]) یک شهر در لهستان است که در استان ووتسکی واقع شده‌است.

## خصوصیات
توچین ۲۳٫۲۵ کیلومترمربع مساحت و ۷٬۱۷۸ نفر جمعیت دارد.